# Hincksella formosa
Hincksella formosa är en nässeldjursart som först beskrevs av Fewkes 1881.  Hincksella formosa ingår i släktet Hincksella och familjen Syntheciidae. Inga underarter finns listade i Catalogue of Life.